# Метаморфози
„Метаморфози“ е поема на римския поет Овидий. Състои се от 15 книги и описва създаването и историята на света според гръцката и римска гледна точка. Това е една от най-популярните творби на митологична тематика. Добре позната е на средновековните писатели и като такава оказва голямо влияние на средновековната поезия. Писана е около 8 г. сл. Хр.
| „                     | Ще разкажа за тела, превърнати в нови тела; богове, метаморфозите вие сътворихте – дайте дух на тази песен, която за преобръщения на форми, от зората на света до днес, стих след стих да нареди! | “ |
| „Метаморфози“, Овидий | |   |